# Nazionale femminile di hockey su prato del Sudafrica
La nazionale di hockey su prato femminile del Sudafrica è la squadra femminile di hockey su prato rappresentativa del Sudafrica ed è posta sotto la giurisdizione della South African Hockey Association.

## Partecipazioni

### Mondiali
- 1974 – non partecipa
- 1976 – non partecipa
- 1978 – non partecipa
- 1981 – non partecipa
- 1983 – non partecipa
- 1986 – non partecipa
- 1990 – non partecipa
- 1994 – non partecipa
- 1998 – 7º posto
- 2002 – 13º posto
- 2006 – 12º posto
- 2010 – 10º posto
- 2014 – 9º posto
- 2018 – 15º posto

### Olimpiadi
- 2000 - 10º posto
- 2004 - 9º posto
- 2008 - 11º posto

### Champions Trophy
- 1999 - non partecipa
- 2000 - 5º posto
- 2001-2009 - non partecipa

### Coppa d'Africa
- 2009 - Campione